# Monomma camerunense camerunense
Monomma camerunense camerunense es una subespecie de coleóptero de la familia Monommatidae.

## Distribución geográfica
Habita en Guinea (África) y Camerún.